# アイルランドとロシアの関係
アイルランドとロシアの関係（アイルランド語: Caidreamh idir Éirinn agus an Rúis, 英語: Ireland–Russia relations, ロシア語: Российско-ирландские отношения）では、欧州連合（EU）の加盟国であるアイルランドと独立国家共同体（CIS）の加盟国であるロシアとの二国間の外交関係について述べる。ロシアのウクライナ侵攻後の3月16日時点で、アイルランドのみが欧州評議会と欧州安全保障協力機構に加盟している。アイルランドはモスクワに、ロシアはダブリンに大使館を置いている。

## 歴史

### 20世紀
1920年6月、ダブリンにおいて、アイルランド共和国に対する外交的認知を獲得するための活動の一環として、「ロシア・ソビエト共和国とアイルランド共和国」との条約案がシン・フェイン党によって検討された。初期のボリシェヴィズムを研究していた歴史家であるE・H・カーは、「双方とも真面目に交渉しなかった」と評した。
エイモン・デ・ヴァレラの指示により、パトリック・マッカータンがモスクワを訪問し、両国の相互承認の可能性を探る事になった。しかし、彼が赴く前の時点で、「イギリスとの貿易交渉を危険にさらす事を恐れたソビエト政権は、共和国との交渉に対する熱意を失っていた。」
1920年4月、アイルランドはロシアに対する融資を行った。ロシアの宝石が担保にされ、それらの宝石はダブリン郊外の個人宅で1938年まで極秘裏に保管されていた。融資が1948年に返済された結果、宝石はモスクワに返還された。
アイルランド共和国は、1973年9月29日までソビエト連邦を承認しなかった。
冷戦が終結した後、両国間の協力関係はより活発化し、税制、投資保護、文化および科学、航空など多くの分野に関する二国間条約が結ばれた。

### 21世紀
2011年2月1日、アメリカの連邦捜査局（FBI）からの情報提供を受けて、ガルダの特別刑事隊が捜査した結果、2010年6月にアメリカで摘発されたロシアの情報員の身元を偽装する目的で、6人のアイルランド市民のIDが使われていた事が判明した事を受け、アイルランド政府は1983年以来はじめてとなるダブリン駐在のロシア外交官の追放を行った。
2015年、ダブリンのロシア大使館に、2ヘクタール（4.9エーカー）の土地に新たな建造物を作る計画が認可された。この計画の申請の中には、形式上は倉庫と大規模な地下工場のための構造物が含まれていた。2020年3月、アイルランド政府は、特別会議を開催して計画を精査した上で、認可を取り消した。
アイルランド政府は、2018年3月26日にロシアの外交官を追放した。ティーショクのレオ・バラッカーは、この追放をこの月の初旬にソールズベリーで起こった神経ガスによる毒殺未遂事件を受けた「イギリスとの連帯を示す物」と述べた。
2022年1月、ロシアは、アイルランドの排他的経済水域にあたるコークの沖合およそ240キロの公海上で海軍が軍事演習を行う予定である事を表明した。1月29日、ロシアのセルゲイ・ショイグ国防相は、アイルランド政府からの要請に応じ、「友好の証」として演習海域を変更する事に合意した。
2022年2月24日、アイルランドのティーショクであるミホル・マーティンは、ロシアのウクライナ侵攻について「国際法の最も基本的な原則に関する道義を顧みない違法行為」であり、「平和的な主権国家に対する衝撃的な侵略」を非難した上で、EUによる制裁は広範囲かつ強硬な物になるだろうと述べた。画家がロシア大使館の壁の一部に赤い塗料を塗りつけ、数日後、トラックの運転手が、ロシア大使館にトラックを突入させたが、死傷者はなかった。
ロシアのウクライナ侵攻が勃発した後、EU加盟国のひとつであるアイルランドはロシアに対する制裁措置を発動した。ロシアはアイルランドを含むすべてのEU加盟国を「非友好的な国と地域のリスト」に加えた。
2022年4月時点で、31人のロシア外交官がアイルランドに駐在している。2022年11月16日、ロシア外務省は、ロシアが「アイルランド政府の反露政策への対抗措置」として、52人のアイルランドの政治家に対して制裁を発動する事を表明した。